# Brand X
Brand X (Бренд  Екс) — британський джаз-ф'южн (jazz fusion) гурт, утворений 1975 року в Лондоні з ініціативи ударника гурту Genesis Філа Коллінза (Phil Collins), 30.01.1951, Лондон, Велика Британія. Крім нього до першого складу гурту також ввійшли: Робін Ламлі (Robin Lumley) — клавішні; Джон Гудсолл (John Goodsall) — гітара, вокал; Персі Джонс (Percy Jones) — бас, вокал та Моріс Перт (Maurice Pert).
У британський чарт Brand X потрапили з другим альбомом «Maroccan Roll», який піднявся до 37 місця. Це зробило їх одним з найпопулярніших джаз-рокових гуртів Британії другої половини 1970-х років. Щоправда, певна частина критиків вважала, що гурт так і не досяг тієї популярності, на яку заслуговував. На думку ж самого Коллінза, якщо цей гурт чимось і поступався аналогічним, то лише Weather Report. І дійсно, обидва гурти поєднувала справжня технічна майстерність та бажання виконувати популярну музику. Хоча Brand X дещо і відрізнявся композиційно. Поряд з цікавими мелодійними лініями у творах Brand X були дисонансні контрапункти бас-гітари Джонса. Коллінз та Перт почували себе досить комфортно як у повільній ритмічній підкладці мелодій, так і в бурхливих, динамічних імпровізаціях, а Гудсолл та Ламлі були просто чаруючими солістами.
Кожен з музикантів активно співпрацював і окремо в студіях, а Коллінз після виходу зі складу Genesis Пітера Ґебріела став лідером цього гурту. Нові зобов'язання 1977 року призвели до того, що його в Brand X періодично заміняли Джо Блокер (Joe Blocker), Кенвуд Деннард (Kenwood Dennard), Чак Бергі (Chuck Burgi) та Майк Кларк (Mike Clarke).
1978 року Ламлі також обмежив свою участь у записах Brand X і до гурту запросили Пітера Робінсона (Peter Robinson).
1980 року гурт залишив Перт, а його місце ненадовго зайняв Джон Гайблін (John Giblin). Через два роки майже відразу після запису альбому «Is There Anything About?», який побував у нижній частині британського Тор-100, гурт розпався. Однак на початку 1990-х гурт зібрався разом у такому складі: Персі Джонс, Джон Гудсолл та Френк Кац (Frank Katz) і, записавши єдиний альбом «Xcommunication», вдруге припинив свою діяльність.

## 1974—1980
Гурт Brand X вже існував перед тим, як Коллінз (Collins) був залучений до нього. Він був створений в 1974 році як «інтелектуальний» гурт, який збирався щонеділі в PSL на репетиції в Лондонському передмісті Wandsworth. Клавішник Робін Ламлі (Robin Lumley) (колишній член Девід Боуї, який брав участь у запису Spiders From Mars) і басист Персі Джонс (Percy Jones) (екс- The Liverpool Scene) використали ту ж студію їхньої попередньої групи Karass (з лідером саксофоністом Джеком Ланкастером (Jack_Lancaster) і, як пригадують учасники гурту, колись вночі, як пояснює Ламлі, "сказав просто так, яка була б чудова удача якби ми отримали угоди з Island. Ми співали, грали, тільки, щоб виявити, який чудовий лідер гітарист був у нас: Джон Гудсолл (John_Goodsall), який недавно тільки залишив Atomic Rooster (Гудсолл був відомий як «Джоні Mandala»).
Коли ж вони приступили до репетицій в студіях Island, A&R чоловік (і Творець екс-мелодії, критик) відомий як Річард Williams відмітив їх музику і запропонував назву «Brand X» в щоденнику студії, відтоді ця група не відчувала недоліку в назві. Оригінальний співак/ударник Філ Spinelli і ритм гітарист Піт Bonas залишили групу після непереконливих сесій для The Average White Band -style альбому.

## Дискографія
- 1976: Unothodox Behaviour
- 1977: Maroccan Roll
- 1977: Livestock
- 1978: Masques
- 1979: Product
- 1980: Do They Hurt?
- 1982: Is There Anything About?
- 1986: Xtrax
- 1992: Xcommunication
- 1992: The Plot This — A History Of Brand X